# أفيفا باومان
أفيفا باومان (بالإنجليزية: Aviva Baumann)‏ هي ممثلة أمريكية، ولدت في 10 يوليو 1984 في سانتا فيه في الولايات المتحدة.

## وصلات خارجية
- أفيفا باومان على موقع IMDb (الإنجليزية)
- أفيفا باومان على موقع أول موفي (الإنجليزية)
- أفيفا باومان على موقع قاعدة بيانات الأفلام السويدية (السويدية)
- أفيفا باومان على موقع قاعدة بيانات الفيلم (الإنجليزية)